# والتر مک‌گریل
والتر مک‌گریل (انگلیسی: Walter McGrail؛ ۱۹ اکتبر ۱۸۸۸ – ۱۹ مارس ۱۹۷۰) یک هنرپیشه اهل ایالات متحده آمریکا بود.
از فیلم‌ها یا برنامه‌های تلویزیونی که وی در آن نقش داشته است می‌توان به دلیجان، زیبایی آمریکایی، چراغ‌های نیویورک و مردان بدون زنان اشاره کرد.